# Байдовский, Сергей Романович
Сергей Романович Байдовский (укр. Сергій Романович Байдовський;  21 августа 1990, Нововолынск — 20 февраля 2014, Киев) — украинский активист Евромайдана. Инспектор по безопасности линейной части магистральных нефтепроводов «Дружба». Рядовой «Украинского реестрового казачества». Убит снайпером 20 февраля 2014 года на улице Институтской в Киеве. Один из героев Небесной сотни. Герой Украины (2014, посмертно).

## Награды
- Звание Герой Украины с удостаиванием ордена «Золотая Звезда» (21 ноября 2014 года, посмертно) — за гражданское мужество, патриотизм, героическое отстаивание конституционных принципов демократии, прав и свобод человека, самоотверженное служение Украинскому народу, проявленные во время Революции достоинства[8].
- Медаль «За жертвенность и любовь к Украине» (УПЦ КП, июнь 2015 года) (посмертно)[9].